# Smrt Josipa Broza Tita
Josip Broz Tito, doživotni predsjednik SFRJ i Saveza komunista Jugoslavije, preminuo je 4. svibnja 1980. godine u Ljubljani, u 15:05. sati. U trenutku smrti imao je skoro 88 godina, ali je u zadnjih godinu dana bio u državničkim posjetama Kuvajtu, Rumunjskoj, Sovjetskom Savezu, Siriji, Jordanu, Alžiru, Libiji, Malti i Kubi. 
Prema Euroviziji, pogrebna ceremonija Josipa Broza drugi je najgledaniji TV događaj u 20. stoljeću nakon slijetanja Misije Apolo 11 na Mjesec.
Stanovništvu SFRJ nije bilo poznato kako je Josip Broz još od veljače 1980. godine bio u komi, na Kliničkom centru Ljubljana.
Odmah na dan smrti održali su Predsjedništvo SFRJ i CK SKJ u 18:00 sati izvanrednu sjednicu u Beogradu i tom prilikom usvojili proglas povodom Titove smrti.
Objava Titove smrti počela je u 18:50 čime je prekinut televizijski program u kojem je TV spiker u suzama pročitao objavu smrti. Građanstvo SFRJ je to doživjelo na izrazito potresan način; djecu se desetljećima odgajalo da u Titu, čije su slike bile na središnjem mjestu svake učionice i svake značajnije javne prostorije, vide vrhunsku očinsku figuru i najuzvišeniji autoritet.
Norveška je zbog Titove smrti proglasila, među ostalim državama, petodnevnu nacionalnu žalost.
Dan nakon smrti, 5. svibnja, posebnim vlakom iz Ljubljane, u Beograd je, u poslijepodnevnim satima, stigao kovčeg s posmrtnim ostatcima Josipa Broza. On je smješten u aulu Skupštine Jugoslavije, gdje su državni dužnosnici i građani u mimohodima odavali počast jugoslavenskom šefu države. Mimohodi su bili organizirani po radnim organizacijama i svi zaposleni su bili obvezni[nedostaje izvor] ići na njih. U redu za ulazak u Skupštinu se čekalo i po 15 sati. Mnogima je od stajanja pozlilo, ali su dobro organizirane liječničke ekipe brzo reagirale.
Dne 7. svibnja preko 200 stranih delegacija poklonilo se kovčegu Josipa Broza u saveznom parlamentu.
Dne 8. svibnja na Dedinju u Kući cvijeća, uz nazočnost 209 delegacija iz 127 zemalja, 700 000 ljudi, četiri kralja, pet prinčeva, šest predsjednika parlamenata, 31 predsjednika država, 22 premijera i 47 ministara, među njima su bili Saddam Hussein, Jaser Arafat, Leonid Brežnjev, Margaret Thatcher, Helmut Schmidt i Hua Guofeng pokopan je Josip Broz Tito.
Televizija koja je cijelo vrijeme vršila prijenos, nije prikazala trenutak spuštanja kovčega,[nedostaje izvor] tako da se i danas špekulira je li Josip Broz tu zaista pokopan.[nedostaje izvor]
Sljedeća dilema koja se ubrzo pojavila je zašto komunist nema petokraku na grobu.
Sljedećih desetak godina, do raspada Jugoslavije, prigodom svake obljetnice su se širom Jugoslavije uključivale sirene, te je svatko, na mjestu gdje se zatekao, mogao minutom šutnje odati počast.

## Kult ličnosti
Kultom ličnosti Tito je bio pretvoren u “najvećeg sina naših naroda i narodnosti”. Pretvoren je u lik po kojem je svaka republika i pokrajina nazvala neki grad i u školama su se o njemu predavale legende.
Primjeri:
- nakon primanja vijesti o Titovoj smrti tijekom utakmice Hajduk - Crvena zvezda igrači su plakali, a dupkom puno gledalište je složno zapjevalo pjesmu "Druže Tito, mi ti se kunemo (da sa tvoga puta ne skrenemo)".
- Plavi vlak, koji je iz Ljubljane u Beograd vozio posmrtne ostatke Josipa Broza Tita, na Zagrebačkom Glavnom kolodvoru dočekalo je oko 300.000 ljudi.

Kult ličnosti Josipa Broza Tita živ je i u 21. stoljeću. Mnoge medijske kuće prenose izjave poznatih osoba koje su poznavale Tita ili su živjele u njegovom vremenu u kojem se reflektiraju na njegov lik i djelo. Primjerice, srpska pjesnikinja Desanka Maskimović, prilikom svog obraćanja jednog medijskoj kući, izjavila je sljedeće: "Verujem da će nas i samo sećanje na njega čuvati, da ne grešimo, da idemo putem koji nam je on ukazao, da ćemo se svaki put upitati pred nekom važnom odlukom koja se tiče sreće naroda, šta li bi nam on posavetovao kako da postupimo."

## Zajednički proglas Predsjedništva Jugoslavije i CK SK
Radničkoj klasi, radnim ljudima i građanima, narodima i narodnostima Socijalističke Federativne Republike Jugoslavije:  
Umro je drug Tito.
Dana 4. svibnja 1980. u 15:05 sati u Ljubljani prestalo je da kuca veliko srce predsjednika naše Socijalističke Federativne Republike Jugoslavije i predsjednika Predsjedništva SFRJ, predsjednika Saveza komunista Jugoslavije, maršala Jugoslavije i vrhovnog komandanta oružanih snaga Socijalističke Federativne Republike Jugoslavije Josipa Broza Tita.
Teška bol i duboka tuga potresa radničku klasu, narode i narodnosti naše zemlje, svakog našeg čovjeka, radnika, vojnika i ratnog druga, seljaka, intelektualca, svakog stvaraoca, pionira i omladinca, djevojku i majku.
Čitav ljudski vijek Tito je borac za interese i historijske ciljeve radničke klase i svih radnih ljudi, za najplemenitije ideale i težnje naših naroda i narodnosti.
Tito je naš najdraži drug. Sedam desetljeća gorio je u revolucionarnom radničkom pokretu. Šest desetljeća jačao je redove jugoslavenskih komunista. Više od četiri desetljeća vršio je na najdostojniji način najodgovorniju dužnost u našoj Partiji. Bio je herojski vođa u velikoj narodnooslobodilačkoj borbi i u socijalističkoj revoluciji. Tri i po desetljeća stajao je na čelu naše socijalističke države i uveo našu zemlju i našu borbu za novo ljudsko društvo u svjetsku povijest, iskazujući se i potvrđujući i sam kao naša najveća povijesna ličnost.
U najsudbonosnijim razdobljima našeg opstanka i razvitka, Tito je smjelo i dostojno nosio proletersku zastavu naše revolucije, ustrajno i dosljedno vezan za sudbinu naroda i čovjeka. Borio se cijelim svojim životom i djelom, živio žarom i humanizmom velikog revolucionarnog pregaoca i narodnog vođe.
Tito nije bio samo vizionar, kritičar i tumač svijeta. On je sagledavao objektivne uvjete i zakonitosti društvenih kretanja, pretvorio velike ideale i misli u akciju milijunskih narodnih masa koje su, s njim na čelu, ostvarile epohalne progresivne društvene preobražaje.  Njegovo revolucionarno djelo bit će za sva vremena upisano u povijest naroda i narodnosti Jugoslavije i u povijest slobodoljubivog čovječanstva.
- — Centralni komitet Saveza komunista Jugoslavije i Predsjedništvo Jugoslavije, Beograd, 4. maja 1980.